# Malcom (Iowa)
Pour les articles homonymes, voir Malcom.
Malcom est une ville du comté de Poweshiek, en Iowa, aux États-Unis.

## Source de la traduction
- (en) Cet article est partiellement ou en totalité issu de l’article de Wikipédia en anglais intitulé « Malcom, Iowa » (voir la liste des auteurs).